# スターゲイザー (曲)
「スターゲイザー」は、日本のロックバンド・スピッツの楽曲。2004年1月21日にユニバーサルミュージックより通算28作目のシングルとして発売。レーベルはユニバーサルJ。

## 概要
シングル発売は、「ハネモノ」「水色の街」の同時発売以来、約1年5か月ぶり。1997年のシングル「スカーレット」以来7年ぶりのオリコン首位を獲得。『あいのり』の主題歌となった曲はすべて1位を記録していたため、草野は「記録を破っては申し訳ない」とプレッシャーがかかっていたという。また、「遥か」以来となるオリコン年間シングルチャートTOP100ランクインを果たした。
PVの監督はUGICHINが務め、女優の伊藤裕子が出演した。撮影場所は、長野県軽井沢町の浅間モーターロッジという廃墟として有名な施設。

## 収録曲
全曲 作詞、作曲／草野正宗　編曲／スピッツ&亀田誠治
1. スターゲイザー
フジテレビ系『あいのり』テーマソング。2003年10月より1年間使用された。また、13年後の2017年1月からは「渚」と「ヒビスクス」に続いてスバルのSUV「フォレスター」のCMソングに使用された。
草野は楽曲を依頼されて初めて同番組を視聴し、「告白の返事を待つ間の一晩」を想いながら詞を書いた[2]。
レコーディングは2003年の9月に行われた[3]。
収録アルバム：『色色衣』、『CYCLE HIT 1997-2005 Spitz Complete Single Collection』
調：ホ長調[4]
2. 三日月ロック その3
2002年から2003年にかけて行われた全国ツアー「SPITZ JAMBOREE TOUR “双六 2002-2003”」の後半より新曲として演奏されていた楽曲[3]。
2002年に発売された10thアルバム『三日月ロック』にはタイトル曲が収録されていなかったため、同タイトルで3パターン作られ、「その3」のみライブで本格的に披露された。なお、「その1」と「その2」はMCで短く披露されただけで2023年現在も音源化はされていない。
ライブで披露後、亀田と共にアレンジを変更し、2003年の11月に都内のスタジオでレコーディングが行われた[3]。
直後に発売されたスペシャルアルバム『色色衣』には収録されず、8年後の2012年に発売されたスペシャルアルバム『おるたな』に収録された。
収録アルバム：『おるたな』

## 参加ミュージシャン
スターゲイザー
- 草野マサムネ - Vocals, Guitars
- 三輪テツヤ - Guitars
- 田村明浩 - Bass Guitar
- 﨑山龍男 - Drums
- 亀田誠治 - Programming

三日月ロック その3
- 草野マサムネ - Vocals
- 三輪テツヤ - Guitars
- 田村明浩 - Bass Guitar
- 﨑山龍男 - Drums